# Strongylognathus potanini
Strongylognathus potanini  (лат.) — вид муравьёв-рабовладельцев рода Strongylognathus из подсемейства Myrmicinae (Formicidae). Китай.

## Распространение
Китай (р.Сань-Чань-хэ).

## Описание
Длина около 3 мм. Самка коричневато-красная, блестящая. Скапус короткий (длина 0,40—0,43 мм). Затылочный край головы самок с глубокой вырезкой (у самцов округлый). Заднегрудка округлая, без зубчиков. Стебелёк между грудкой и брюшком состоит из двух члеников: петиолюса и постпетиолюса (последний четко отделен от брюшка), жало развито, куколки голые (без кокона). Социальный паразит муравьёв Tetramorium jacoti, вместе с которыми был найден. Сходен с видами из группы Strongylognathus testaceus, где более близок к S. karawajewi. Вид был впервые описан в 1995 году украинским мирмекологом Александром Григорьевичем Радченко и назван в честь российского натуралиста Григория Николаевича Потанина, обнаружившего типовую серию в 1884 году во время экспедиции в Китай.